# Горский карьер
Горский карьер — водоём в Кировском районе Новосибирска. Глубина — 12,5 м. Представляет собой затопленный карьер.

## Расположение
Горский карьер расположен недалеко от Новосибирского метромоста. С северо-западной стороны от водоёма находится сноуборд-парк «Горский», с северо-восточной —  ледовая арена, с юго-западной — здания жилого комплекса «Панорама», с юго-восточной — малоэтажные жилые дома Сочинской и Магнитогорской улиц.

## История
Карьер использовался ещё в 1890-х годах как место добычи камня для строительства железнодорожного моста через Обь. Тогда на участке между деревней Бугры и Кривощёковским селом была обнаружена небольшая каменоломня, к которой вскоре провели железнодорожную ветку. В своё время русский геолог Александр Иностранцев запечатлел каменоломню на фотографии, которая была включена в 16 том книги «Россия. Полное географическое описание нашего отечества» 1907 года издания.
В 1950-х годах разработка карьера была прекращена.

## Запрет на купание
Горский карьер не предназначен для купания из-за находящихся под водой больших каменных глыб, металлических балок, брёвен и различного технического мусора. Другую опасность для купающихся представляет термоклин — если на поверхности озера температура воды составляет 19°, то на глубине 7 м она резко понижается, достигая лишь 8°.

## Экологические проблемы
Водоём загрязнён различными техническими отходами, в том числе большим количеством деталей от дорожных транспортных средств (мотоциклетные крылья, покрышки и т. д.). В 2008 году со дна карьера извлекли «Москвич-408». Скопление автомобильных запчастей предположительно могло появиться по вине автосервиса и школы технических видов спорта, располагавшихся рядом с озером. Возможно, что станция технического обслуживания утилизировала технические отходы незаконно, чтобы не тратить средства на вывоз мусора.
Очисткой Горского карьера занимаются дайверы. Также организуется уборка территории возле водоёма.